# Passagem de Mariana
Passagem de Mariana é um distrito do município brasileiro de Mariana, no interior do estado de Minas Gerais. Segundo o censo demográfico de 2022, realizado pelo Instituto Brasileiro de Geografia e Estatística (IBGE), sua população era de 3 798 habitantes e havia 1 280 domicílios particulares permanentes ocupados. Possui área de 36,53 km² conforme a Fundação João Pinheiro (FJP).
De acordo com o IBGE, em 2010 a população era de 3 627 habitantes e havia 1 186 domicílios particulares.

## História e descrição
Foi criado pelo decreto estadual nº 155 de 26 de julho de 1890, então com o nome de Passagem. Passou a se chamar Passagem de Mariana pelo decreto-lei estadual nº 148 de 17 de dezembro de 1938. Seu nome se deve à Mina da Passagem, local onde havia extração de ouro, descoberto na região no século XVIII.
A mina foi desativada em 1954, sendo aberta ao turismo no final do século XX, em um trajeto de 315 metros de extensão que pode ser percorrido pelos turistas, chegando a 120 metros de profundidade. Trata-se de uma das únicas minas abertas à visitação no mundo, configurando-se como um dos principais atrativos do município de Mariana.